# اسمیتدیل (میسیسیپی)
اسمیتدیل (به انگلیسی: Smithdale) یک منطقهٔ مسکونی در ایالات متحده آمریکا است که در شهرستان امیت، میسیسیپی واقع شده‌است. اسمیتدیل ۱۴۲٫۹۵ متر بالاتر از سطح دریا واقع شده‌است.